# Saint-Germain-d'Esteuil
Saint-Germain-d'Esteuil é uma comuna francesa na região administrativa da Nova Aquitânia, no departamento da Gironda. Estende-se por uma área de 44,35 km². Em 2010 a comuna tinha 1 266 habitantes (densidade: 28,5 hab./km²).